# Billy Cleaver
Pour les articles homonymes, voir Cleaver.

a Compétitions nationales et continentales officielles uniquement.

b Matchs officiels uniquement.
Dernière mise à jour le 8 mars 2023.
William Benjamin Cleaver dit Billy Cleaver, né le 15 septembre 1921 à Treorchy et mort le 10 septembre 2003 à Cardiff, est un joueur de rugby gallois évoluant au poste de demi d'ouverture pour le pays de Galles.

## Biographie
Billy Cleaver dispute son premier test match le 18 janvier 1947 contre l'équipe d'Angleterre, et son dernier test match est contre l'équipe de France le 25 mars 1950. Il joue 14 matchs. Il réalise le Grand Chelem en 1950. En 1950, il est sélectionné pour faire partie de la tournée des Lions en Nouvelle-Zélande. Il joue 3 matchs.

## Palmarès
- Grand Chelem en 1950
- victoire partagée en 1947

## Statistiques en équipe nationale
- 14 sélections pour le pays de Galles
- 6 points (1 essai, 1 drop)
- Sélections par année : 5 en 1947, 4 en 1948, 1 en 1949, 4 en 1950
- Participation à 4 tournois des Cinq Nations en 1947, 1948, 1949, 1950